# ژی‌اس‌سی استار
ژی‌اس‌سی استار (روسی: Акционерное общество «ОДК-СТАР») شرکت هوافضای روسی است، که در سال ۱۹۳۸ تأسیس شد.